# Castelul Iulia Hasdeu
Castelul „Iulia Hasdeu” este un capriciu arhitectonic în formă de castel din municipiul Câmpina, România, construit între anii 1894 și 1896. 

## Muzeu memorial
Muzeul a fost construit pentru comemorarea Iuliei Hasdeu, fiica lui Bogdan Petriceicu Hasdeu, care a murit la 18 ani de tuberculoză. Iulia Hasdeu, o tânără considerată genială, a fost și prima româncă care a absolvit facultatea Sorbona din Paris.
Prima schiță a castelului, desenată chiar de Bogdan Petriceicu Hasdeu, se  găsește pe o filă a unui manuscris spiritist ce datează din 3 septembrie 1893.

## Deteriorări în războaie
Primul război mondial a afectat Castelul Iulia Hasdeu, care necesita reparații încă dinaintea morții constructorului său, savantul Bogdan Petriceicu Hasdeu (1907). Sarcina de realizare a lucrărilor de restaurare este preluată în anul 1924 de către Ateneul Popular „B.P.Hasdeu” din Câmpina. Cel de-al doilea război mondial agravează starea construcției până în anul 1955, când numele său este înscris pe Lista Monumentelor Istorice, sub codul  PH-II-m-A-16395. 

## Restaurări în anii '60
Castelul a fost restaurat între anii 1962-1964, Comisia Monumentelor Istorice luând decizia să-l transforme în muzeu. Grație profesorului de istorie Nicolae Simache, cel care a fondat aproape toate muzeele din județul Prahova, aici va fi deschis la data de 9 aprilie 1965, Muzeul Memorial „B.P.Hasdeu”.

## După cutremurul din '77
Afectat de cutremurul din 4 martie 1977, Castelul intră într-un lung proces de restaurare și consolidare. Ca urmare a eforturilor comune ale Inspectoratului pentru Cultură Prahova, ale Consiliului Municipal Câmpina, ale Muzeului de Istorie și Arheologie și ale Fundației „Hasdeu”, ritmul lucrărilor a fost grăbit. După ce în perioada 1977-1994 a suferit numeroase lucrări de consolidare și restaurare, la data de 17 iunie 1994, Muzeul Memorial "B.P.Hasdeu" este deschis parțial și apoi la 25 februarie 1995, el este pus în întregime la dispoziția publicului vizitator, deși lucrările de restaurare nu se sfârșiseră. 

## Conținut muzeal
Vizitatorii care trec pragul muzeului pot admira portretele membrilor familiei Hasdeu, obiectele familiei Hasdeu, fotografii și documente originale, mobilierul vechi de peste un secol, manuscrise și colecții ale revistelor conduse de marele filolog ori la care acesta a colaborat, ediții princeps ale cărților savantului, precum și tablouri valoroase semnate de pictori renumiți ca Sava Henția, Nicolae Grigorescu, G.D. Mirea sau Diogene Maillart. 
De asemenea, în ansamblul expoziției un loc important îl ocupă preocupările spiritiste ale lui B.P.Hasdeu.

## Sălile castelului
- Sala 1 - Salonul de primire al doamnei Iulia Hasdeu, soția scriitorului, unde se află bustul de marmură al acesteia;
- Sala 2 - Sufrageria, cu portretele familiei pictate în medalioane, pe pereții camerei;
- Sala 3 – Templul Castelului, cel mai înalt turn, care are un pronaos cu oglinzi paralele și un altar. În mijlocul turnului, unde se urcă pe trepte metalice, se află o statuie a lui Iisus, sculptată de Raphael Casciani. Războiul, cutremurele și ignoranța umană au afectat de multe ori castelul, dar statuia lui Iisus nu a fost niciodată atinsă. În această sală se pot observa și cele trei camere, cea albastră, cea roșie și cea verde, culori date de vitralii.
- Sala 4 - Biroul de lucru al lui B.P.Hasdeu, în care se află portretele savantului, soției și fiicei lor Iulia.
- Sala 5 - Camera cu cale, dedicată Iuliei Hasdeu, unde se află păpușa Iuliei, o sculptură, bustul Iuliei Hasdeu, de Ioan Georgescu, din marmură de Carrara, realizat în 1890. De asemenea, aici se afla jurnalul și caietul de matematică al Iuliei.
- Sala 6 - Camera obscură, unde aveau loc ședințele de spiritism, care are un porumbel de piatră, o lunetă astronomică, un sfeșnic și o statuetă a lui Iisus.

## Galerie de imagini

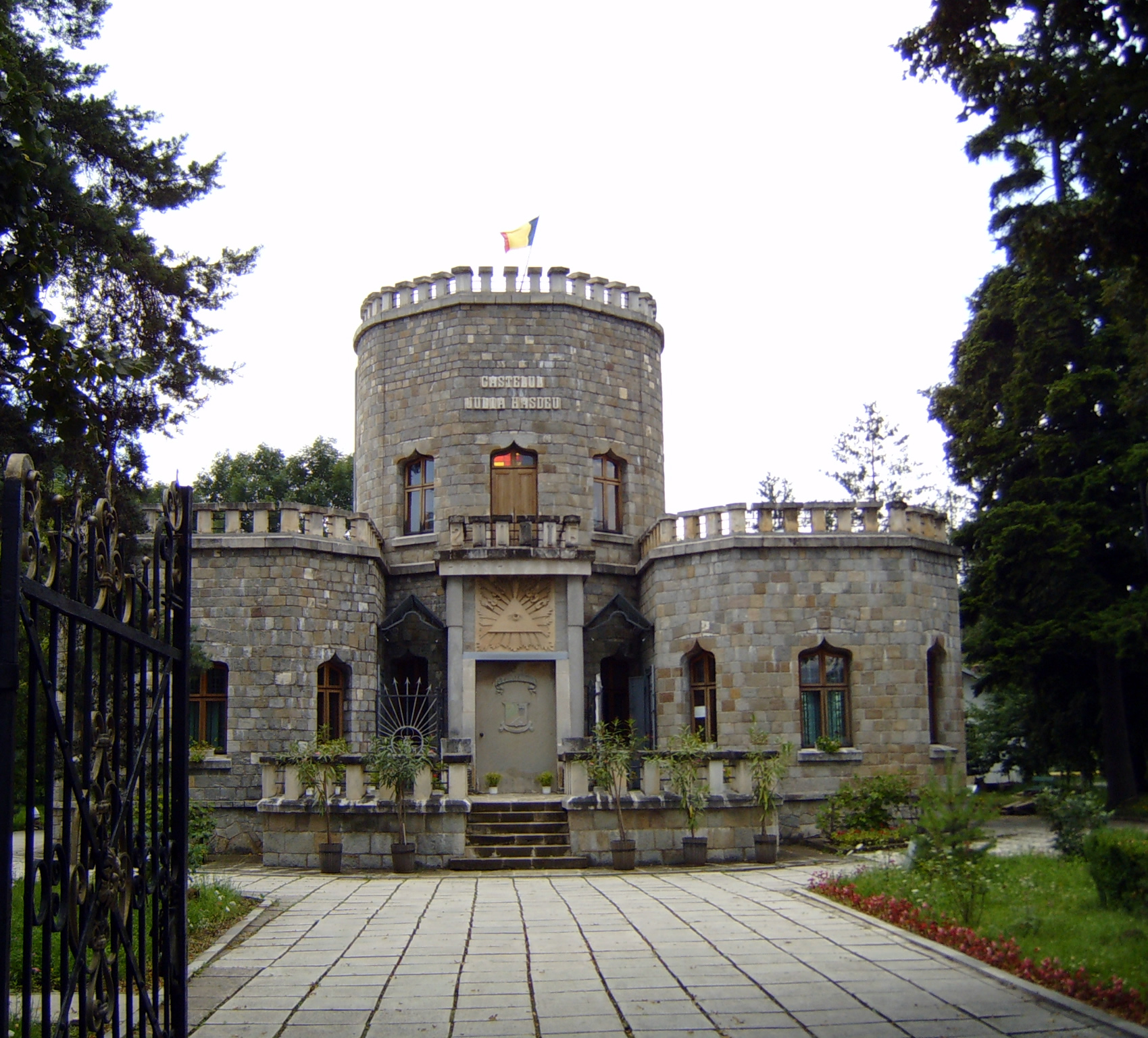
Castelul Iulia Hasdeu
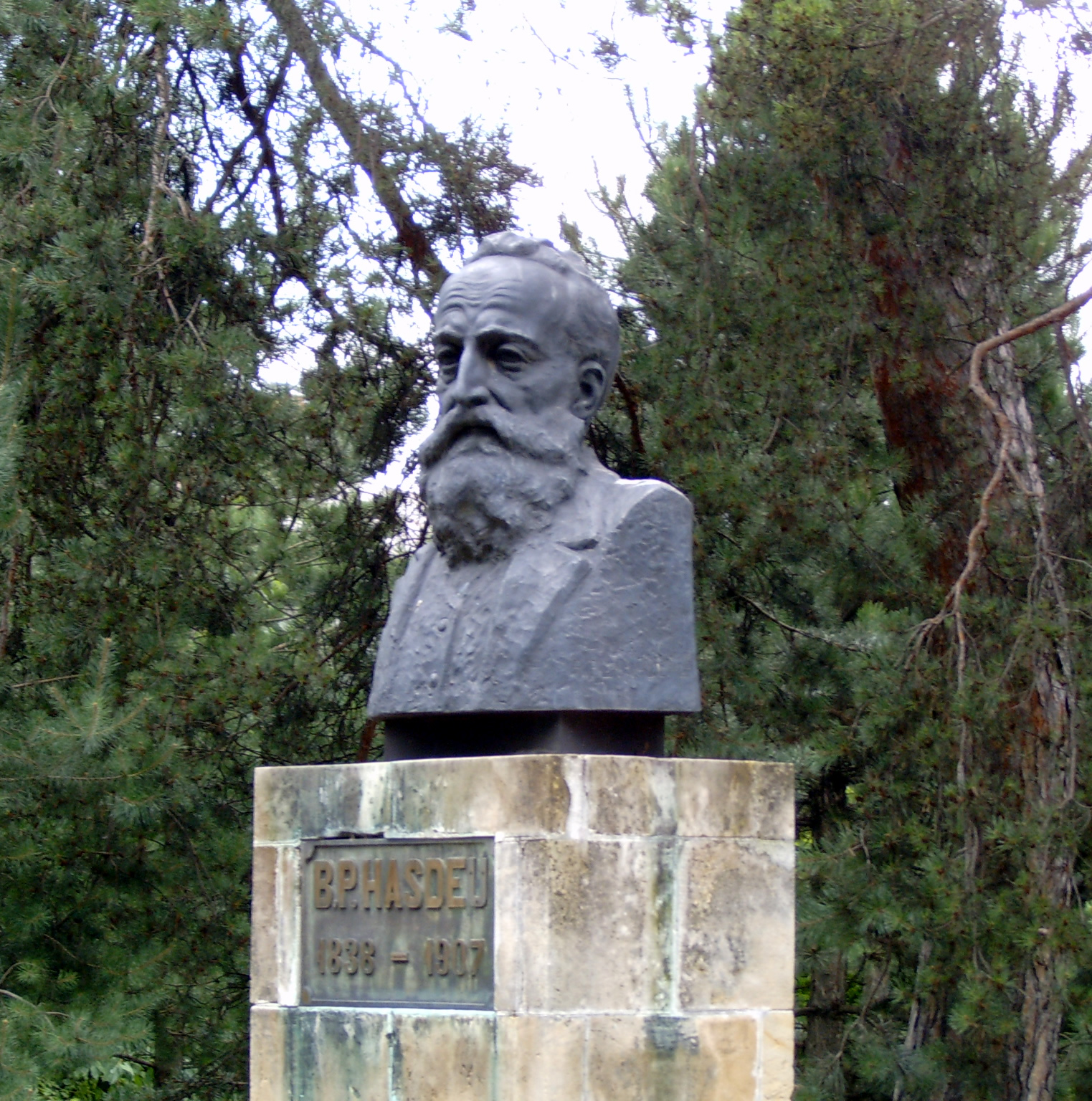
Bustul lui B.P. Hasdeu, aflat în curtea castelului
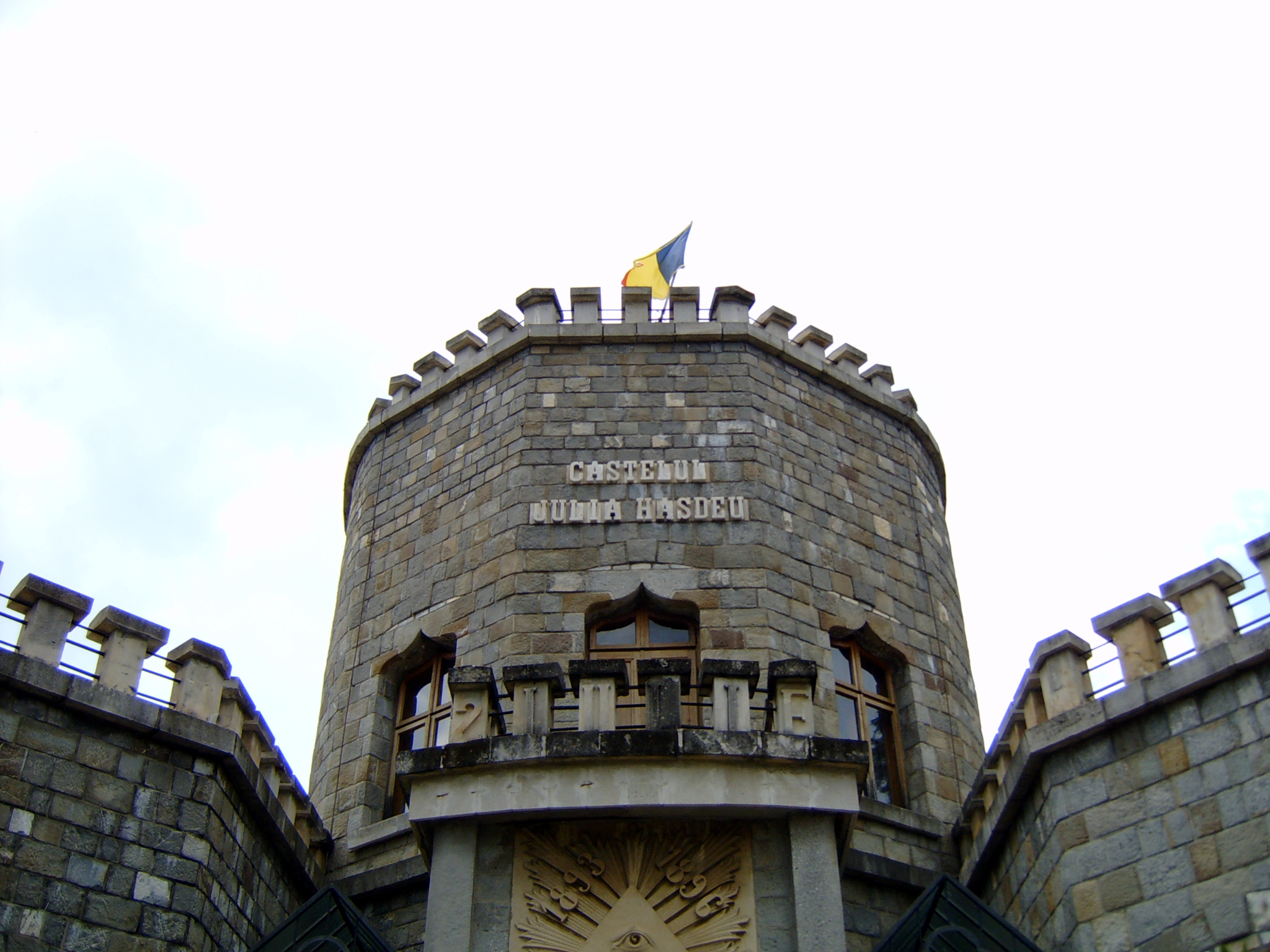
Detaliu turn
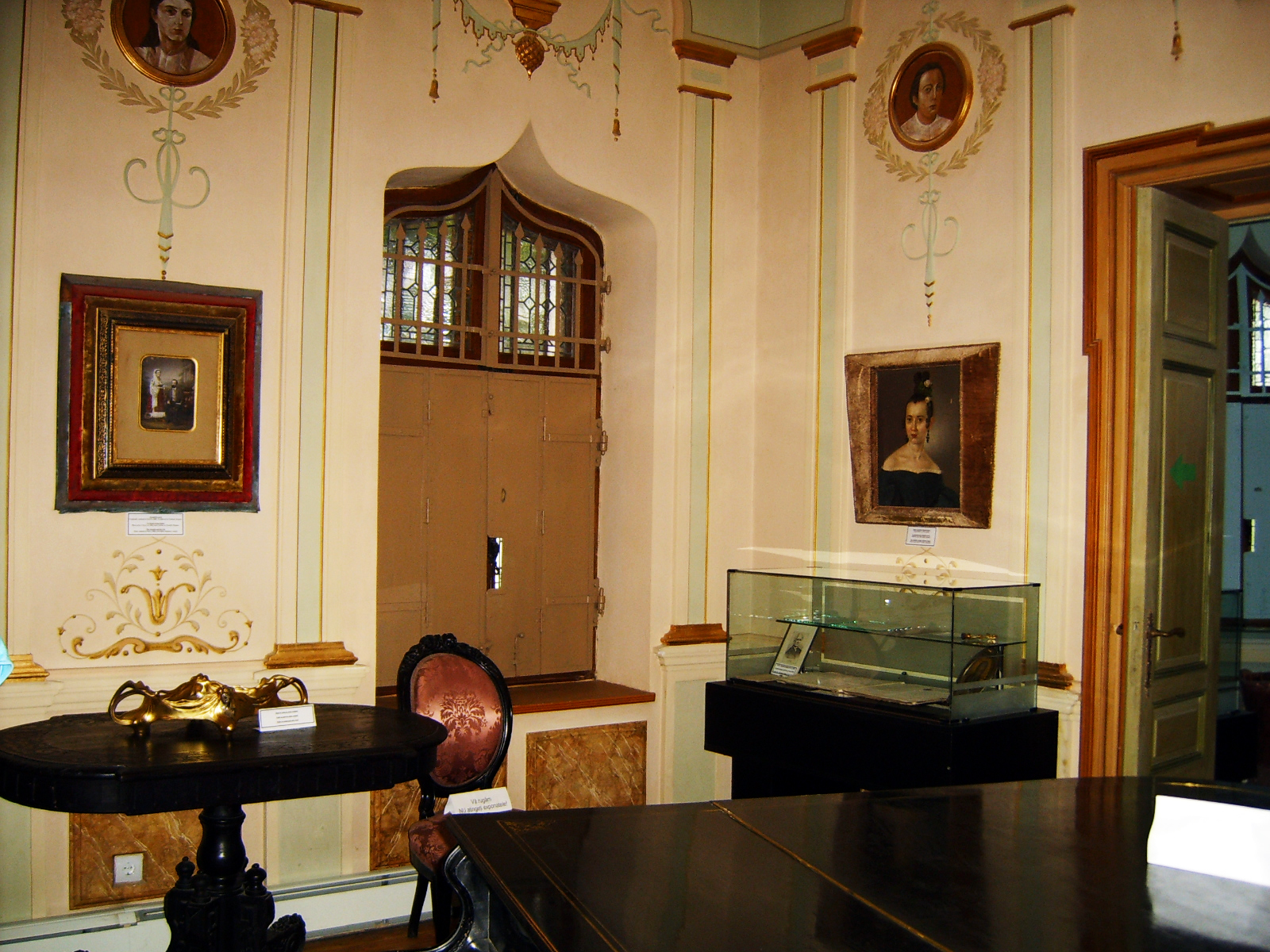
În interiorul castelului
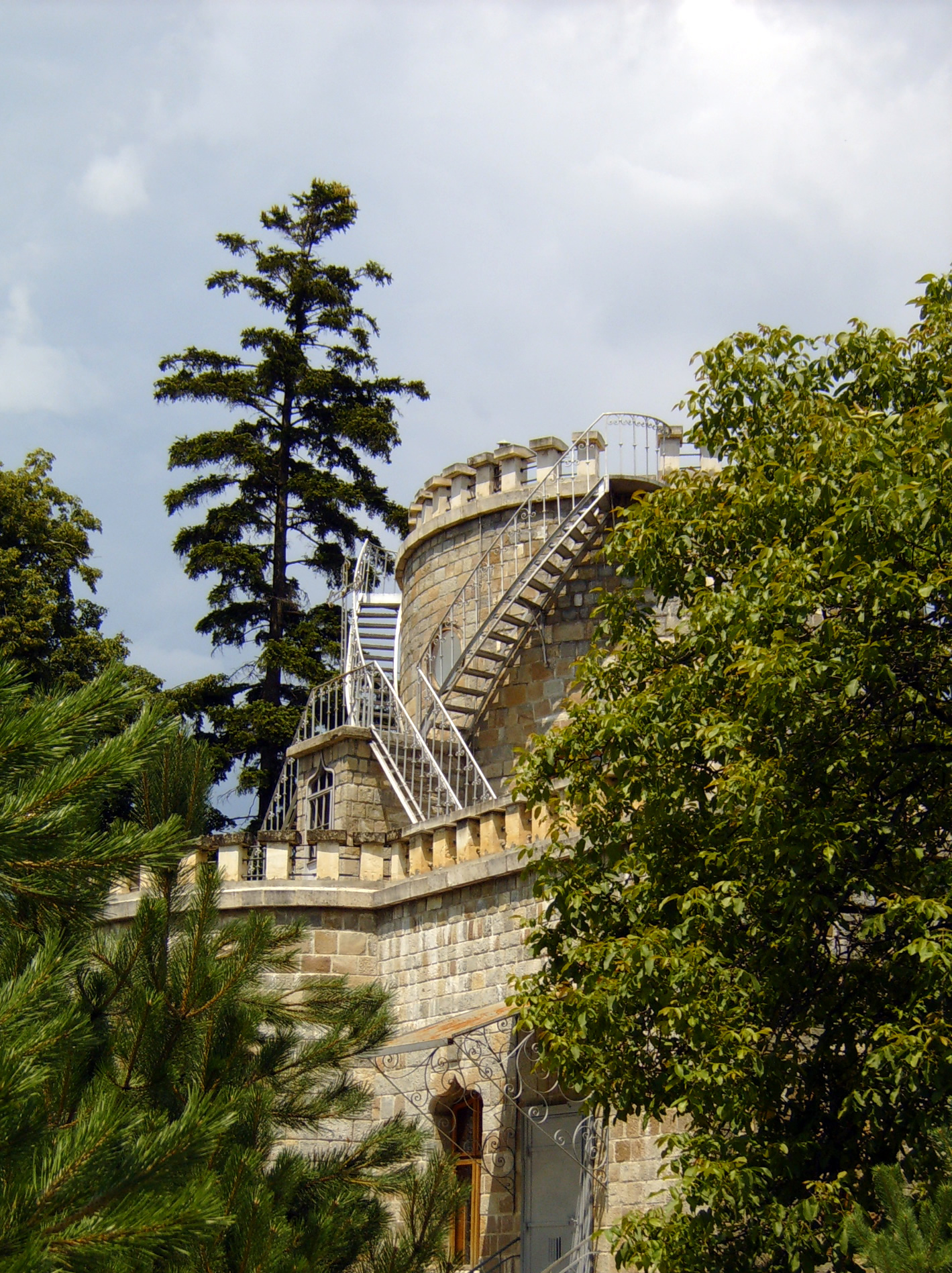
Vedere laterală a castelului
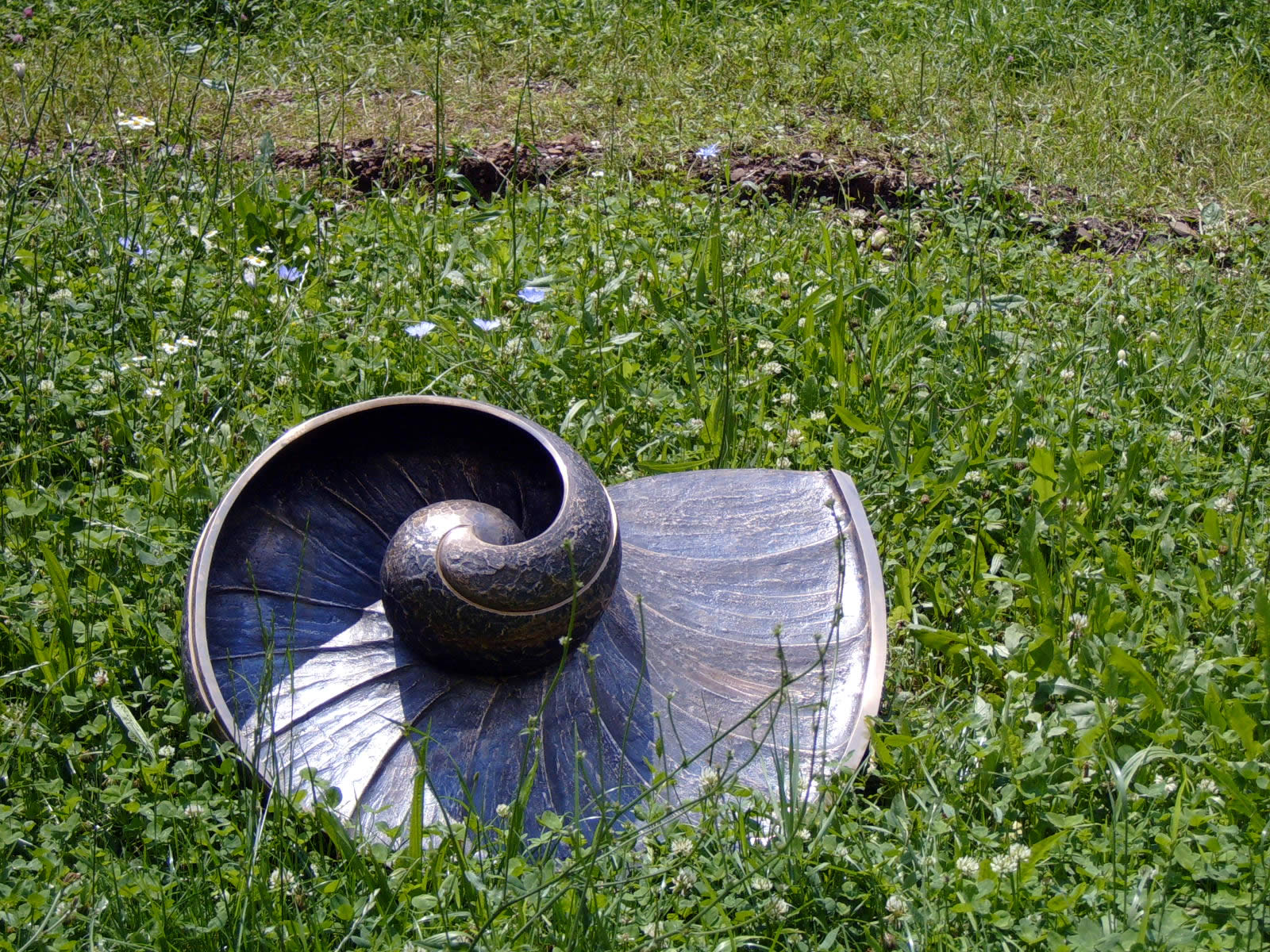
Sculptură metalică în gradina castelului